# Henrik Lundström (acteur)
Pour les articles homonymes, voir Henrik Lundström.
Henrik Lundström est un acteur suédois, né le 13 septembre 1983. 

## Filmographie

### Cinéma
- 2000 : Together de Lukas Moodysson : Fredrik
- 2003 : Ondskan de Mikael Håfström : Pierre Tanguy
- 2003 : Sprickorna i muren : Degen
- 2004 : Håkan Bråkan & Josef : Ludde
- 2005 : Kocken de Mats Arehn : Martin von Lindhé
- 2006 : Göta kanal 2 - Kanalkampen de Pelle Seth : Basse
- 2007 : Darling de Johan Kling : l'ami de Mickes
- 2008 : Kärlek 3000 : Krister
- 2013 : Studentfesten : Frans

### Courts-métrages
- 2001 : Andras Ungar Dina Barn
- 2002 : Bror min
- 2002 : Viktor och hans bröder
- 2010 : Slate

### Télévision

#### Séries télévisées
- 2004-2005 : Graven : Cliff Jansson
- 2008 : Om ett hjärta : Henriks son
- 2011 : Solsidan (sv) : Per 'Ramen'
- 2012 : Arne Dahl: Europa blues : Manne
- 2013 : Elsas Värld : Mikael
- 2013-2015 : Bron : Rasmus
- 2016 : Der Kommissar und das Meer : Andy Torwald
- 2017 : The Last Kingdom : Rollo